# Technomyrmex gorgona
Technomyrmex gorgona là một loài kiến. Chúng được khám phá và được mô tả by Fernandez, F. & Guerrero, R. J. năm 2008.